# Frontal d'altar

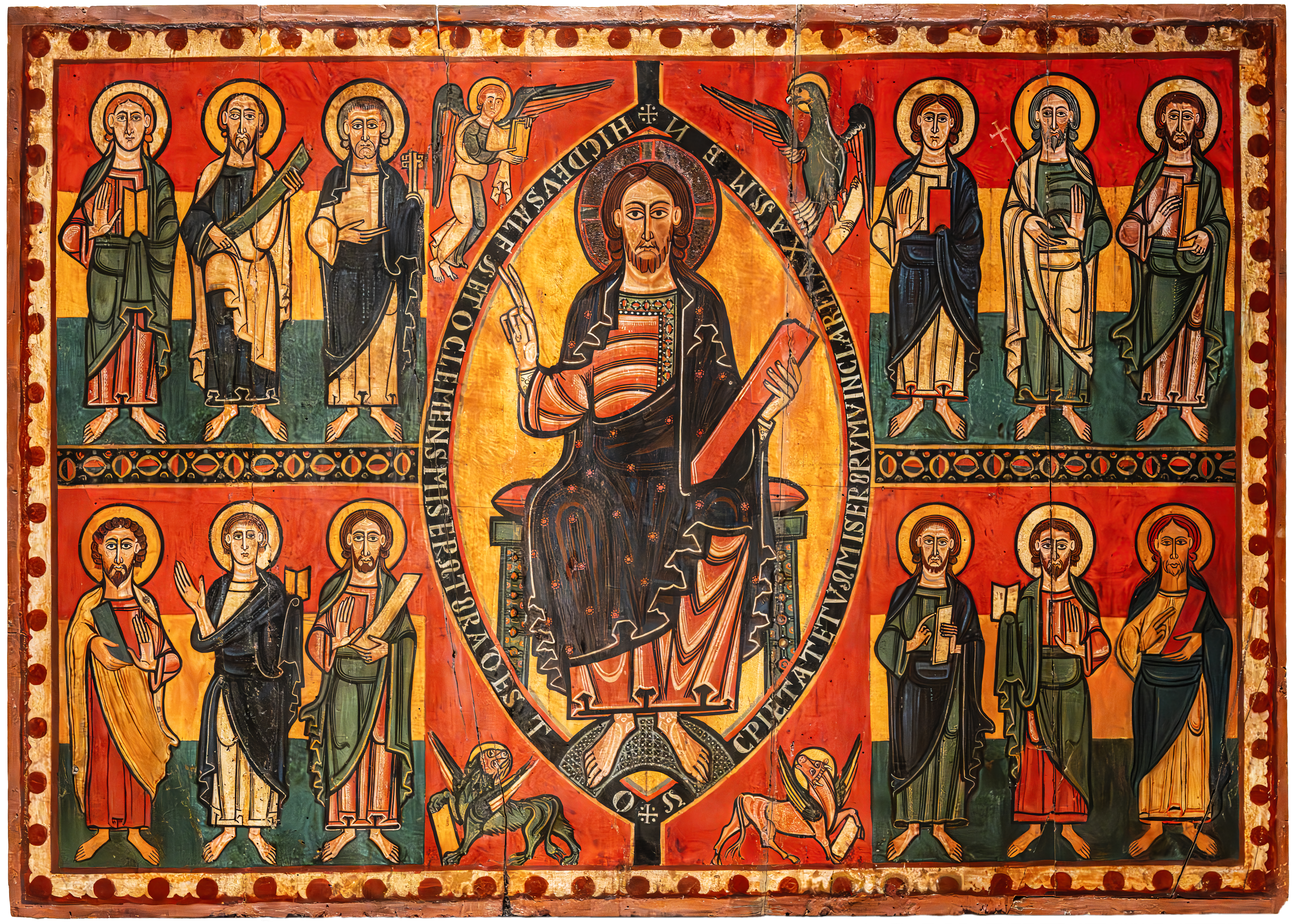
Frontal d'altar d'Esquius, que representa, al centre, la Maiestas Domini envoltada pel tetramorf i, als costats, els dotze apòstols, distribuïts en quatre compartiments. Museu Nacional d'Art de Catalunya.

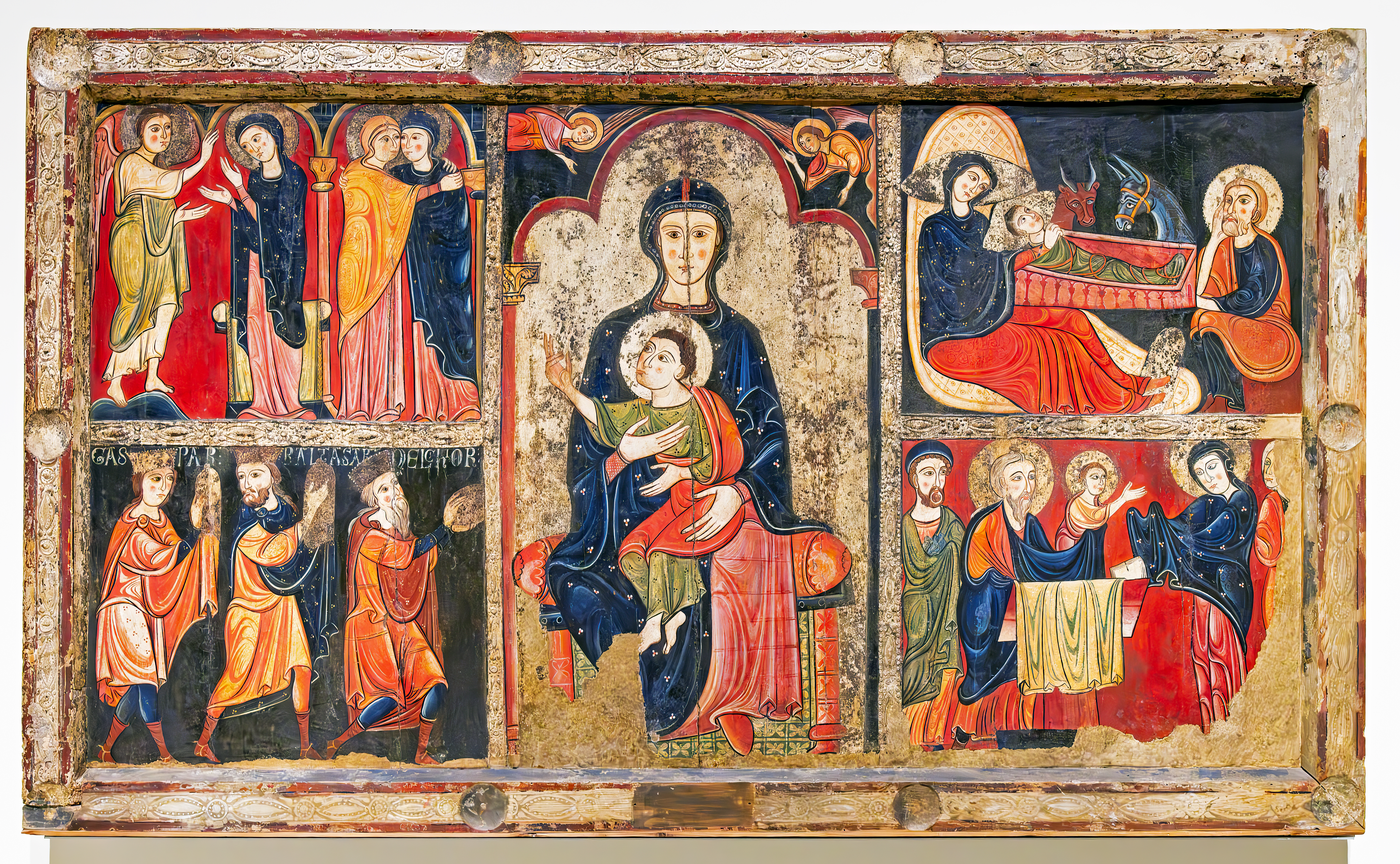
Frontal d'altar d'Avià dedicat a la Mare de Déu (MNAC)

Un frontal d'altar és l'element moble que decora la part davantera de l'altar en les esglésies cristianes. Els frontals d'altar també es poden anomenar antependis (del llatí, antependium), pal·lis (del llatí, pallium) o frontaleres. Poden complementar-se amb sengles taules laterals, o laterals d'altar, que servien per decorar els costats de l'altar, com es comprova a l'Altar de Santa Maria de Lluçà conservat al Museu Episcopal de Vic, o a l'església de Sant Andreu de Sagàs, de la qual també es conserven el frontal i les dues taules laterals, repartits entre el mateix Museu Episcopal de Vic i el Museu Diocesà i Comarcal de Solsona.
Per la seva funció i situació privilegiada dins de les esglésies cristianes, es preferien els frontals fets amb materials nobles o preuats: or, argent, esmalts, teixits sumptuaris, marbres polícroms, etc. Tanmateix les esglésies modestes els feien imitant labors d'orfebreria o bé tenien frontals pintats o de fusta tallada i policromada. En època moderna el ventall de materials utilitzats s'amplià amb l'ús de la ceràmica, el cuiro (guadamassil), etc.
Durant els períodes preromànic i romànic la composició dels frontals d'altar acostuma a estar centrada per la Maiestas Domini envoltada pel Tetramorf. Més excepcionalment els pot presidir la Mare de Déu en maestà o algun sant assegut en un tron. Als costats de la imatge principal és habitual trobar-hi diversos compartiments (normalment quatre, dos a cada banda) amb escenes del Nou Testament o episodis de la vida del sant titular de l'església a la qual pertanyia el frontal.
A partir de l'època gòtica, quan els frontals d'altar perden protagonisme en benefici dels retaules, la seva composició esdevé més lliure i poden contenir tan sols un motiu central envoltat d'ornaments decoratius o bé una sola escena de composició apaïsada. La divisió en compartiments que caracteritzava els frontals romànics esdevé molt menys freqüent.

## Història

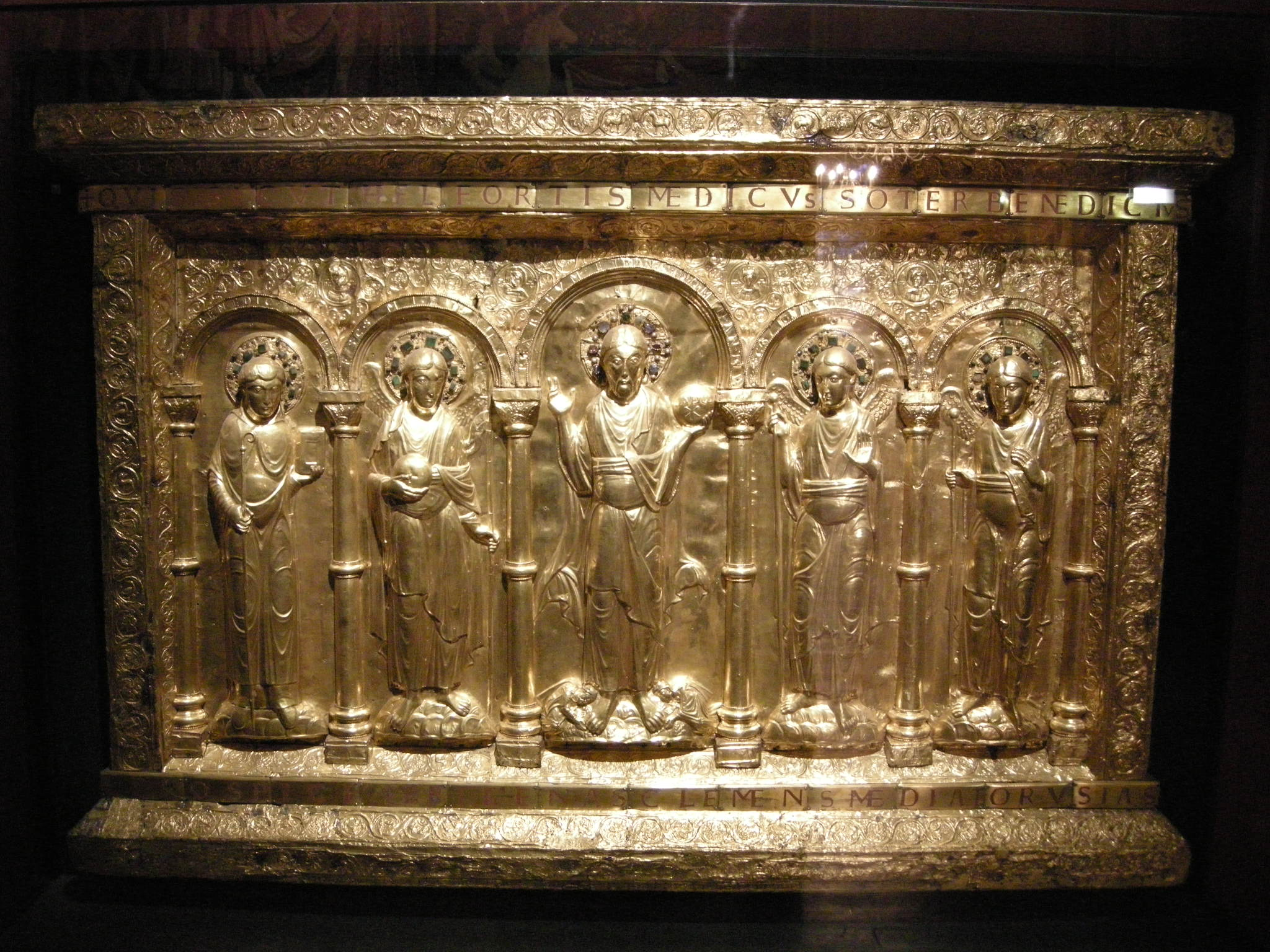
Frontal d'altar de la catedral de Basilea conservat al Musée national du Moyen Âge de París

El costum de vestir els altars amb teixits luxosos es documenta a partir del segle iv, en el context del primer art cristià

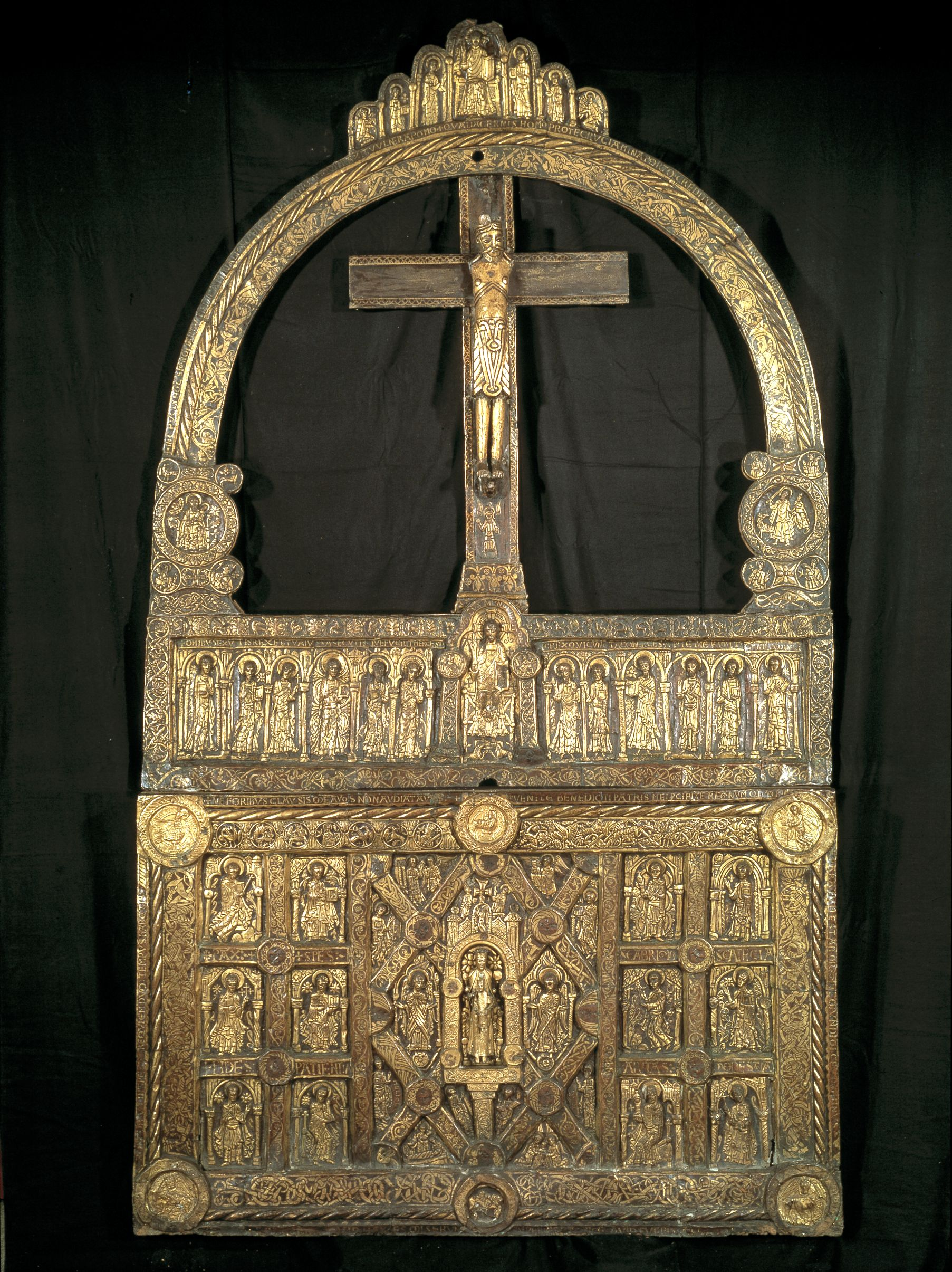
Altar de Lisbjerg, que s'exposa al Museu Nacional Danès de Copenhaguen

Ben aviat també van començar a emprar-se metalls preciosos, fent-se cada vegada més freqüents en l'art romà d'Orient i a Itàlia. Del segle x al XIII van prevaler els frontals de plata i de coure esmaltat, segons consta per documents de donacions i per les peces que s'han pogut conservar fins a l'actualitat.
Entre els grans frontals d'argenteria medievals sobresurten els de la basílica de Sant Ambròs de Milà, del segle ix, el de la catedral de Basilea (anterior a 1024) actualment conservat al Musée national du Moyen Âge de París, el de la Catedral d'Aquisgrà, del segle xi, o el de la catedral de Monza, ja del segle xiv.
Als països escandinaus, principalment Dinamarca, s'ha conservat un conjunt important de frontals d'altar romànics. Els frontals escandinaus són obres de metall daurat i repujat, que formaven conjunt amb uns altres elements que eren posats a sobre de l'altar, com un incipient retaule. Sobresurt el frontal de Lisbjerg, que es conserva al Museu Nacional Danès de Copenhaguen.

### Romànic català

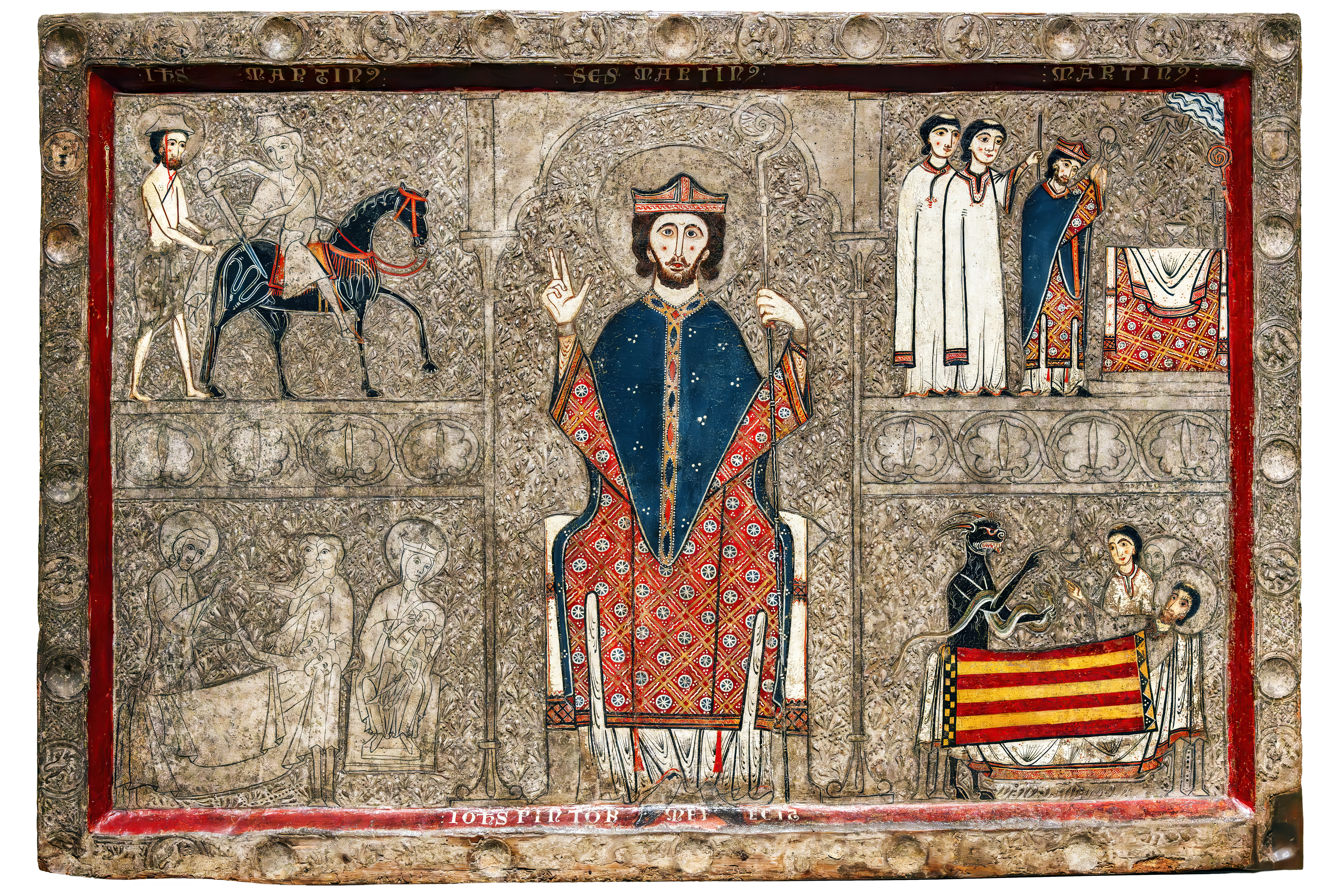
Frontal d'alar de Gia, dedicat a sant Martí. Obra del taller de Ribagorça signada pel mestre Johannes amb decoració d'estuc que imita argent repujat. Museu Nacional d'Art de Catalunya

Els frontals d'altar tenen un gran protagonisme dins de l'art romànic català, entre els segles xi i xiii. Consta que algunes catedrals catalanes (com les de Girona, Elna, Vic o La Seu d'Urgell) o esglésies de monestirs importants (com Santa Maria de Ripoll) van tenir frontals d'or i argent, que tanmateix s'han perdut.
L'extraordinari Drap de les bruixes procedent del Monestir de Sant Joan de les Abadesses i conservat al Museu Episcopal de Vic és un teixit andalusí del segle xii que es va fer servir com a frontal d'altar. Fet de marbre treballat en relleu és el frontal d'altar de la Catedral de Tarragona dedicat a Sant Pau i Santa Tecla, que data de la primera meitat del segle xiii.
A Catalunya s'han conservat nombrosos frontals romànics fets de fusta pintada o treballats en relleu, datables entre el segle xi i el segle xiii. Constitueixen una de les manifestacions més destacades de l'art romànic català i un conjunt excepcional a nivell europeu, ja que enlloc més s'ha conservat un conjunt tan nombrós de frontals d'altar de fusta pintada.
Els frontals romànics catalans es troben, principalment, formant part de les col·leccions del Museu Nacional d'Art de Catalunya i el Museu Episcopal de Vic. Són pocs els frontals d'altar que s'han conservat als seus lloc d'origen. Entre aquests es pot esmentar del de Sant Esteve de Llanars. Als llocs de procedència d'alguns frontals d'altar que actualment es troben en museus s'hi han posat rèpliques (per exemple, a Santa Maria de Lluçà o a Santa Maria d'Avià). Alguns frontals catalans van passar a col·leccions i museus de l'estranger, com el frontal de Santa Eugènia de Saga, que es troba al Museu de les Arts Decoratives de París. o el frontal de Martinet que es troba al Worcester Art Museum de Massachusetts. Sense oblidar el del monestir de Sant Cugat del Vallès que es troba al Museu Civico d'Arte Antica de Torí o el frontal dedicat a sant Martí que pertany al Walters Art Museum de Baltimore.
El frontal d'altar de Sant Pere de Ripoll, conservat al Museu Episcopal de Vic, és fet de fusta tallada i policromada però imitant orfebreria. Les produccions del taller de Ribagorça amb decoració a base de relleus d'estuc recoberts amb làmines de plata o d'estany també imitaven labors d'argenteria. Altres exemples del mateix són el frontal de Berbegal, de cap al 1200, conservat al Museu de Lleida, que sembla fet d'esmalts, o el frontal de Sant Cugat del Vallès ja esmentat.
Tot i que els frontals de Gia i de Cardet porten una inscripció amb el nom de l'autor, un tal Joan ("IOHANNES") es desconeix la identitat dels pintors que van realitzar els frontals romànics catalans; es creu que es tractava de pintors vinculats als grans escriptoris de monestirs o catedrals i per això els historiadors de l'art agrupen els frontals per tallers com el "Taller de Ripoll", el "Taller de la Seu d'Urgell", el "Taller de Vic" o el Taller de Ribagorça. Al taller de Ripoll s'adscriu el Baldaquí de Ribes. Al taller de la Seu d'Urgell s'atribueixen el Frontal d'altar d'Ix i el Frontal de la Seu d'Urgell. Es consideren obra del Taller de Vic el frontal d'altar de Sant Vicenç d'Espinelves i el frontal d'altar de Santa Margarida de Vilaseca. Al Taller de Ribagorça pertanyen el Frontal de Gia i el Frontal de Cardet.
Molt representatives de les últimes fases evolutives de la pintura romànica són les taules que decoraven l'altar de Santa Maria de Lluçà, al voltant de les quals s'han agrupat altres obres atribuïdes a un hipotètic Mestre de Lluçà.

### Frontals gòtics i posteriors

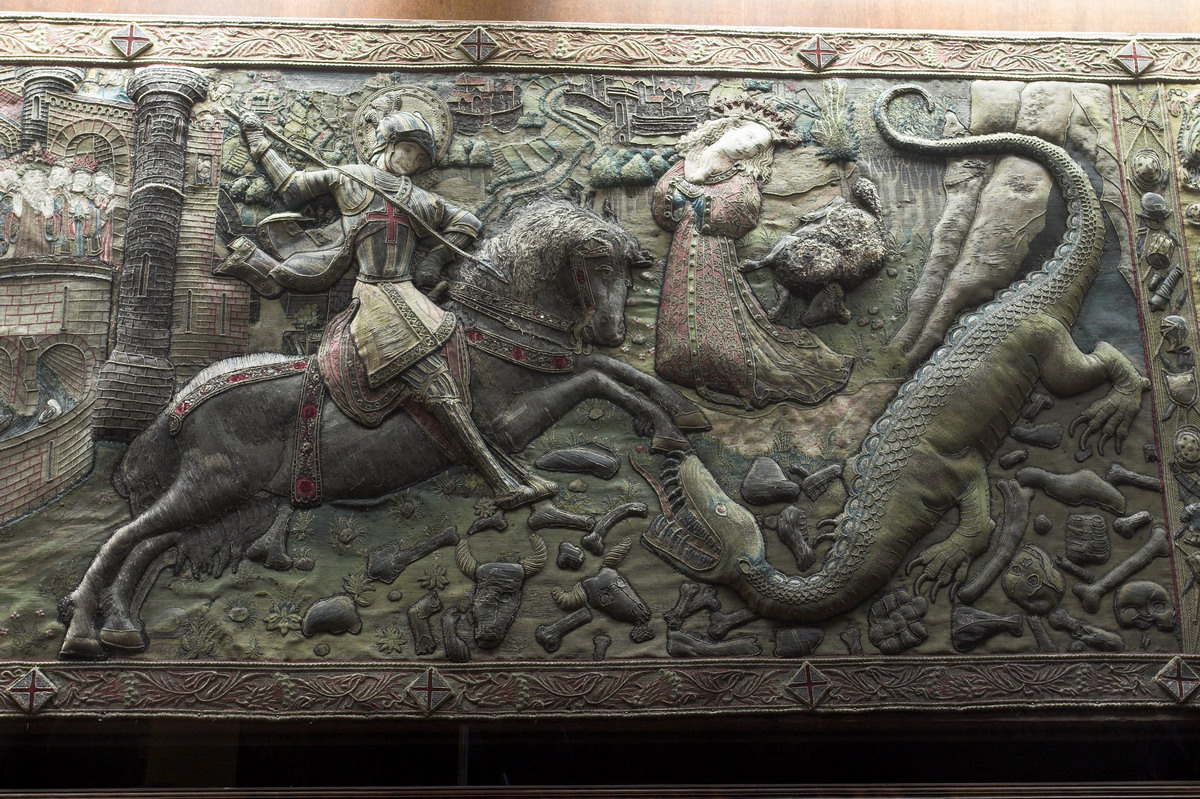
Frontal d'altar de la capella de Sant Jordi del palau de la Generalitat de Catalunya, obra d'Antoni Sadurní (1450)

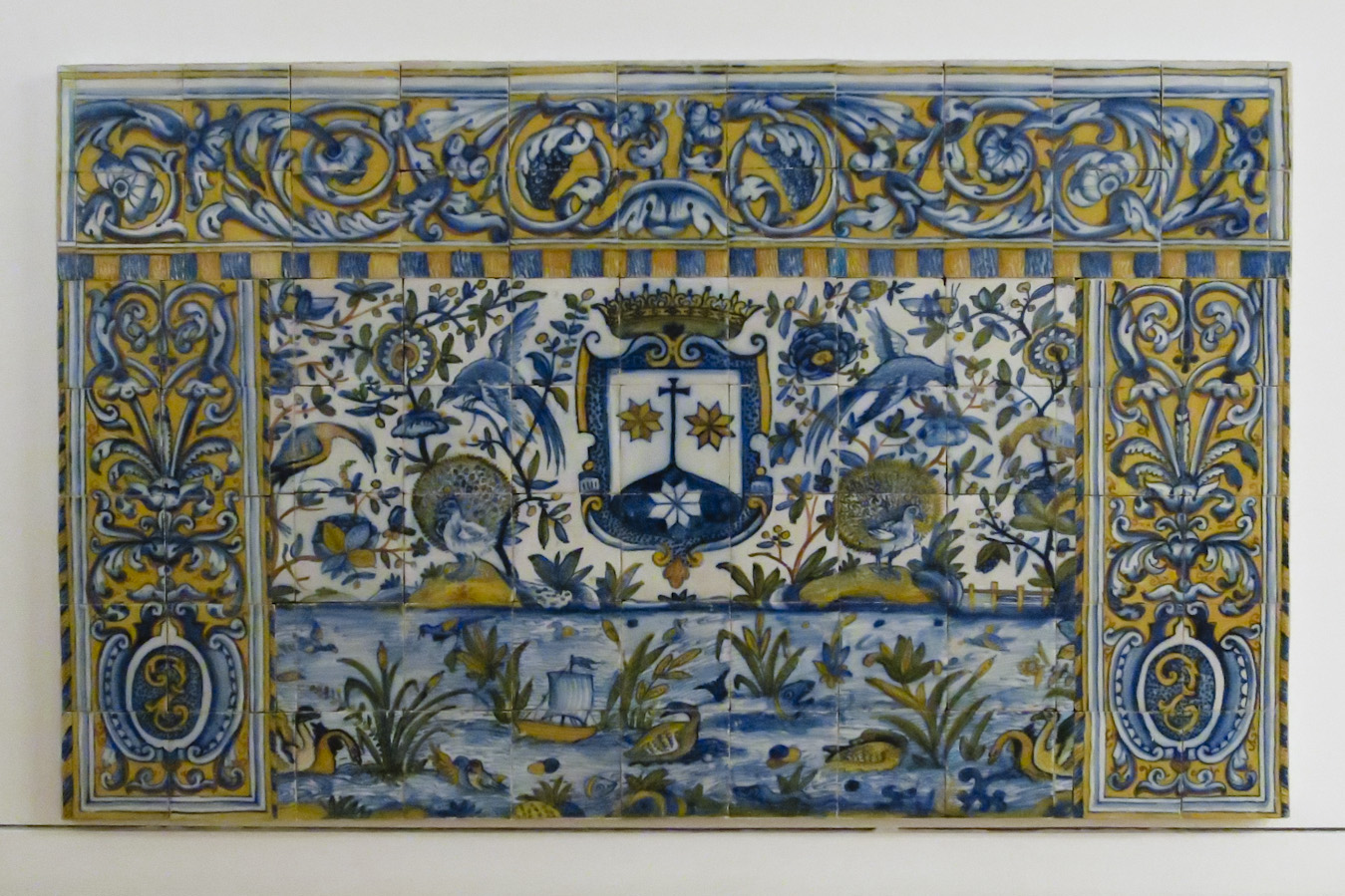
Frontal d'altar portuguès, de rajola policroma. Segle XVII. Museu Nacional de Machado de Castro, Coïmbra

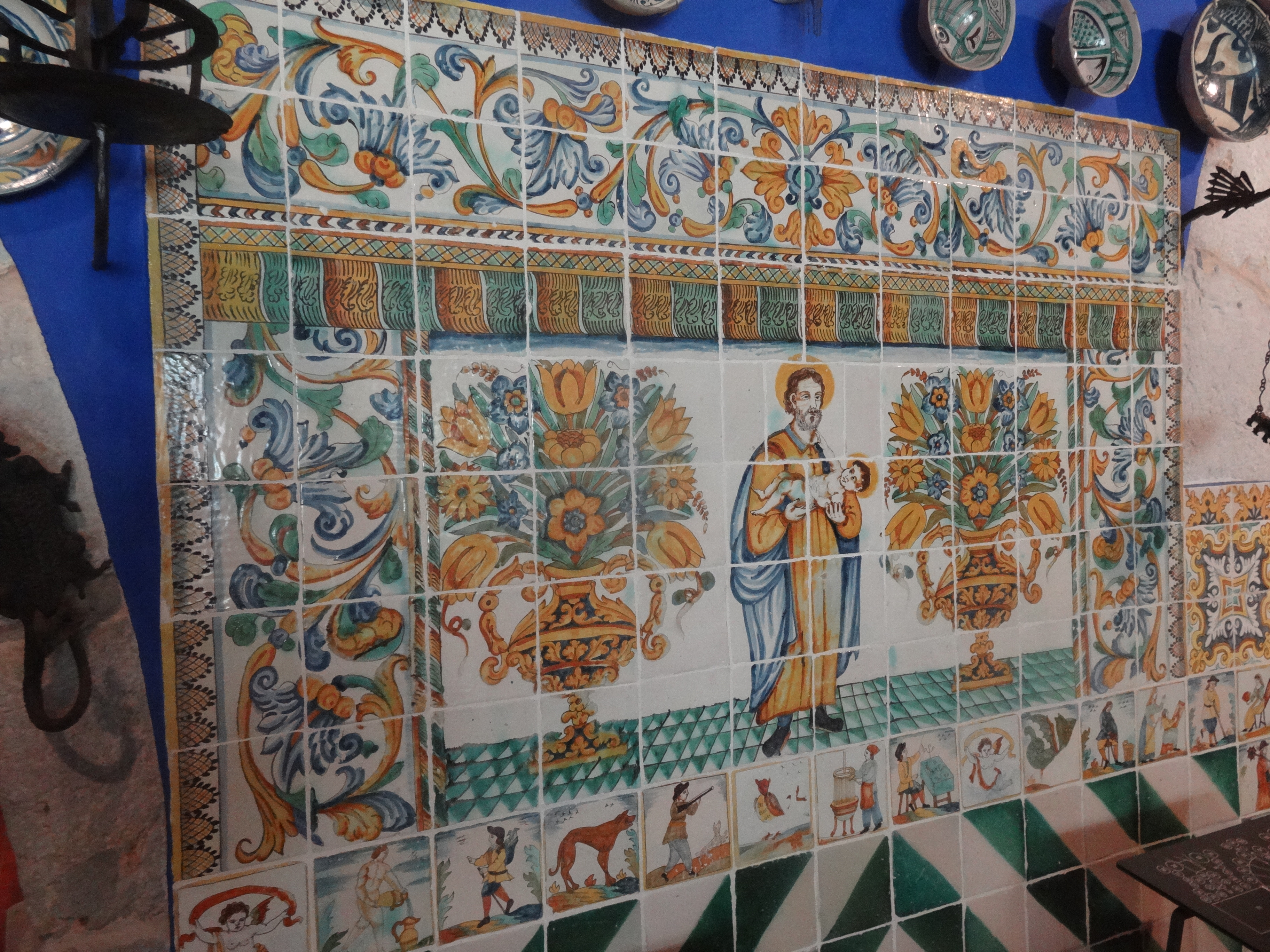
Frontal d'altar català fet de rajola policroma que representa Sant Josep entre floreres. Segle XVII. Cau Ferrat, Sitges

En el pas del romànic al gòtic, durant el segle xiii, s'observen canvis significatius en la composició i el tractament pictòric dels frontals. El principal protagonista d'aquest moment és un pintor anònim actiu sobretot a la Cerdanya i denominat Mestre de Soriguerola pel frontal procedent de Sant Miquel de Soriguerola, que es conserva al MNAC.
Al segle xiv encara es poden trobar frontals d'altar pintats, com el de Vallbona de les Monges (MNAC) però els retaules agafen cada vegada més importància i els frontals d'altar perden el protagonisme que havien tingut en l'art romànic.
Això no vol dir que durant els segles del gòtic deixessin de produir-se frontals d'altar. Són menys, però alguns d'ells excel·lents. Sobresurten els brodats, de gran riquesa. És molt notable la col·lecció conservada al Monestir de Guadalupe (Extremadura). A Catalunya es conserven diverses mostres excepcionals. Del segle xiv és l'anomenat "frontal florentí" de la Seu de Manresa, obra d'un brodador de Florència anomenat Geri di Lapo que va ser donat per l'advocat manresà Ramon Saera. De cap a 1450 és l'extraordinari frontal de la capella de Sant Jordi del Palau de la Generalitat, obra d'Antoni Sadurní. No menys important és l'antependi donat per Joan Margarit i Pau a la catedral de Girona, on encara es conserva, o el frontal dedicat a Sant Lluís, bisbe de Tolosa, de cap a 1440-1450 que pertany al Museu Diocesà de Tarragona.
A l'edat moderna, a partir del segle xvi, s'estén el costum, en determinades esglésies, d'utilitzar frontals d'altar de tela amb els diversos colors litúrgics i d'anar-los canviant segons la festivitat o el temps litúrgic corresponent. No falten els frontals de plata repujada, com el de l'església de Sant Martí de Palafrugell, del segle xviii, però destaca l'adopció de nous materials com el cuiro (guadamassil) o la ceràmica.
Al Museu Episcopal i al Museu de l'art de la pell de Vic es conserven bons exemples de frontals d'altar fets de cuiro.
El costum de decorar els frontals d'altar amb composicions de rajola policromada arrela molt a Portugal i a Espanya, especialment a Andalusia, Extremadura i el País Valencía. També a Catalunya. Són molt nombroses les petites esglésies rurals o capelles de cases de pagès catalanes que tenen o tingueren frontals d'altar de rajola policroma. Així, a la capella de Sant Joan de Viladellops es conserva in situ un frontal d'altar del segle xvii fet de rajoles policromades i signat per l'autor, Francesc Fontanal. A La Barata de Matadepera pertany un frontal de rajoles dedicat a sant Roc. També se'n troben en museus i col·leccions privades de ceràmica. Al Museu Diocesà de Tarragona i al Museu Municipal Vicenç Ros de Martorell es conserven diversos frontals obra de dos dels grans ceramistes catalans del barroc, Miquel Lapuja i Llorenç Passoles. Altres museus on es poden trobar frontals d'altar de rajola policromada són el Museu Episcopal de Vic (Frontal de Santa Maria de Caselles, dedicat a la Mare de Déu del Roser), el Museu Comarcal de Cervera, el Cau Ferrat de Sitges o el Museu del Disseny de Barcelona (que ha incorporat els fons de l'antic Museu de ceràmica).
Entre els frontals d'altar contemporanis sobresurt el de la basílica del Monestir de Montserrat, obra de l'esmaltadora Montserrat Mainar (1958).

## Obres destacades
- Frontal d'altar d'Ix (MNAC)
- Frontal d'altar de Durro (MNAC)
- Frontal de la Seu d'Urgell (MNAC)
- Frontal d'Avià (MNAC)
- Altar de Tavèrnoles (MNAC)
- Frontal d'altar de Mosoll (MNAC)
- Altar de Sant Romà de la VIla (MNAC)
- Frontal d'altar de Cardet (MNAC)
- Frontal d'altar d'Alós d'Isil (MNAC)
- Frontal d'altar de Rigatell (MNAC)
- Frontal d'altar de Gésera (MNAC)
- Frontal d'altar de Gia (MNAC)
- Frontal d'altar de Santa Margarida de Vilaseca (MEV)
- Frontal d'altar de Baltarga (MNAC)
- Frontal d'altar d'Esquius (MNAC)
- Frontal d'altar de Santa Maria de Taüll (MNAC)
- Frontal d'altar de Sant Vicenç d'Espinelves (MEV)
- Altar de Santa Maria de Lluçà (MEV)
- Frontal i laterals de Sant Andreu de Sagàs (MEV i MDCS)
- Frontal d'altar de Sant Martí de Puigbò (MEV)
- Frontal d'altar de la Mare de Déu del Coll (MEV)
- Frontal d'altar de Sant Sadurní de Rotgers (MEV)
- Laterals d'altar del Mestre de Soriguerola (MEV)
- Frontal de Berbegal (Museu de Lleida)
- Frontal de Tresserra (Museu de Lleida)
- Frontal d'altar de Sant Esteve de Llanars (in situ)
- Frontal de Sant Esteve de Guils (Museu del Prado)[13]
- Frontal de Solanllong (Museu del Prado)[14]
- Frontal de Sant Cugat del Vallès (Museo Civico, Torí)
- Frontal dedicat a Sant Martí (Walters Art Museum)
- Frontal de Martinet (Worcester Art Museum)
- Frontal de Santa Eugènia de Saga (Museu de les Arts Decoratives, París)
- Frontal de Ginestarre (The Metropolitan Museum of Art, Nova York)[15]
- Frontal d'altar de la catedral de Tarragona
- Frontal florentí de la Seu de Manresa, obra de Geri di Lapo
- Frontal de la capella de sant Jordi del Palau de la Generalitat de Catalunya, obra d'Antoni Sadurní
- Frontal del cardenal Joan Margarit (Catedral de Girona)
- Frontal de la basílica del Monestir de Montserrat, obra de Montserrat Mainar